# Sälens IF
Sälens IF är en idrottsförening i Sälen i Sverige. Föreningen bildades den 22 mars 1922 och tävlar i flera olika idrotter, som actionsport, alpin skidåkning, cykelsport, friidrott, gymnastik och längdskidåkning.
Sälens IF och IFK Mora är tillsammans ägare av Vasaloppet.
Kända medlemmar i Sälens IF är bland annat Janne Stefansson (vinnare av 7 vasalopp) och Bengt Eriksson (har åkt flest vasalopp: 60 stycken).